# Jozef Smits
Jozef Jan Smits (Anversa, 28 marzo 1930 – Anversa, 15 gennaio 2002) è stato un pallanuotista belga, che ha disputato le Olimpiadi di Helsinki 1952 e di Roma 1960, gareggiando nel torneo di pallanuoto.